# Euphrosyne de Polotsk
Pour les articles homonymes, voir Euphrosyne.
Sainte Euphrosyne (parfois appelée Eŭfrasińnia, Efrasinnia) de Polotsk (biélorusse : Ефрасі́ння По́лацкая) (Polotsk, 1110 – Jérusalem, 1173) est la petite-fille du prince Vseslav de Kiev et cousine de l'empereur byzantin Manuel Comnène. Princesse et moniale de Polotsk, en Biélorussie, sainte de l'Église orthodoxe russe, elle est la patronne protectrice de sa ville natale, et plus tard de toute la Biélorussie ; elle est fêtée le 23 mai.

## Biographie

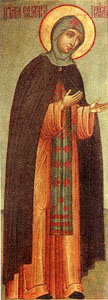
Euphrosyne de Polotsk.

À douze ans, elle refuse de se marier et prend le voile très jeune. Elle devient solitaire à l'église de la Sainte-Sagesse. Puis elle obtient de l'évêque de Polotsk l'autorisation de résider dans la cathédrale. Elle y fait des travaux de copiste, et la vente des livres lui permet de vivre et de distribuer des aumônes. 
Elle voyage également, à la fois pour fonder un monastère à Seltse et pour visiter Constantinople où elle reçoit une icône du patriarche Michel III d'Anchialos. 
Plus tard, elle entreprend un pèlerinage en Terre sainte où elle est reçue par le roi de Jérusalem et le patriarche latin Amaury de Nesle. Elle se rend au monastère de Mar Saba, et meurt peu après à Jérusalem. Son corps est ramené à Kiev par des moines après la conquête de la ville par Saladin en 1183, et déposé à la Laure des Grottes de Kiev.

## Culte

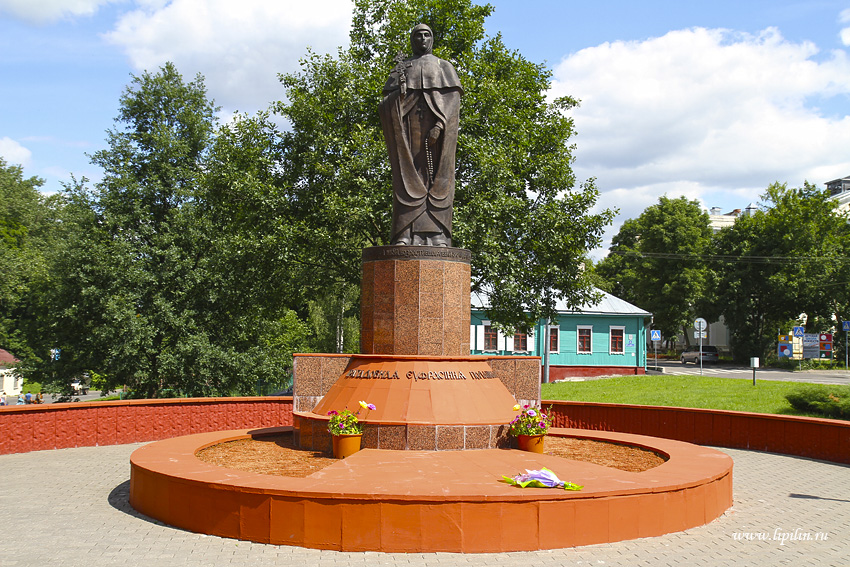
Monument à Euphrosyne de Polotsk à Polotsk.

En 1910, ses reliques sont transférées à Polotsk. Elle est vénérée par les Ruthènes et les Lituaniens aussi bien que par les Russes.
Il y a des églises qui lui sont consacrées à Londres, Toronto, Vilnius et South River.

## Sources
- Butler's Lives of the Saints, par Alban Butler, David Hugh Farmer, Paul Burns Publié par Continuum International Publishing Group, 1996  (ISBN 0-86012-254-9 et 978-0-86012-254-8)
- Calendrier de l'Église orthodoxe